# 泡利不相容原理

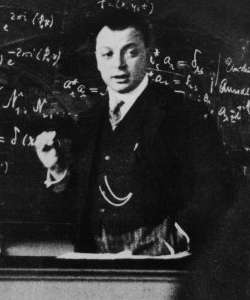
沃尔夫冈·泡利

在量子力学裏，包立不相容原理（英語：Pauli exclusion principle，簡稱為包立原理或不相容原理:148）表明，兩個全同的費米子不能處於相同的量子態。這原理是由沃尔夫冈·泡利於1925年通过分析实验結果得到的結論。:203-206例如，由於電子是費米子，在一個原子裡，每個電子都擁有獨特的一組量子數{\displaystyle n,\ell ,m_{\ell },m_{s}}，兩個電子各自擁有的一組量子數不能完全相同，假若它們的主量子數{\displaystyle n}、角量子數{\displaystyle \ell }及磁量子數{\displaystyle m_{\ell }}分別相同，則自旋磁量子數{\displaystyle m_{s}}必定不同，它們必定擁有相反的自旋磁量子數。換句話說，處於同一原子軌域的兩個電子必定擁有相反的自旋方向。:216
全同粒子是不可区分的粒子，按照自旋分為費米子、玻色子兩種。費米子的自旋為半整數，它的波函數對於粒子交換具有反對稱性，因此它遵守泡利不相容原理，必须用費米-狄拉克統計來描述它的統計行為。費米子包括像夸克、電子、中微子等基本粒子。
玻色子的自旋為整數，它的波函數對於粒子交換具有對稱性，因此它不遵守泡利不相容原理，它的統計行為只符合玻色-愛因斯坦統計。任意數量的全同玻色子都可以處於同樣量子態。例如，激光產生的光子、玻色-愛因斯坦凝聚等等。
泡利不相容原理是原子物理學與分子物理學的基礎理論，它促成了化學的變幻多端、奧妙無窮。:4512013年，義大利的格蘭沙索國家實驗室團隊發佈實驗結果，違反泡利不相容原理的概率上限被設定為4.7×10−29。

## 概述

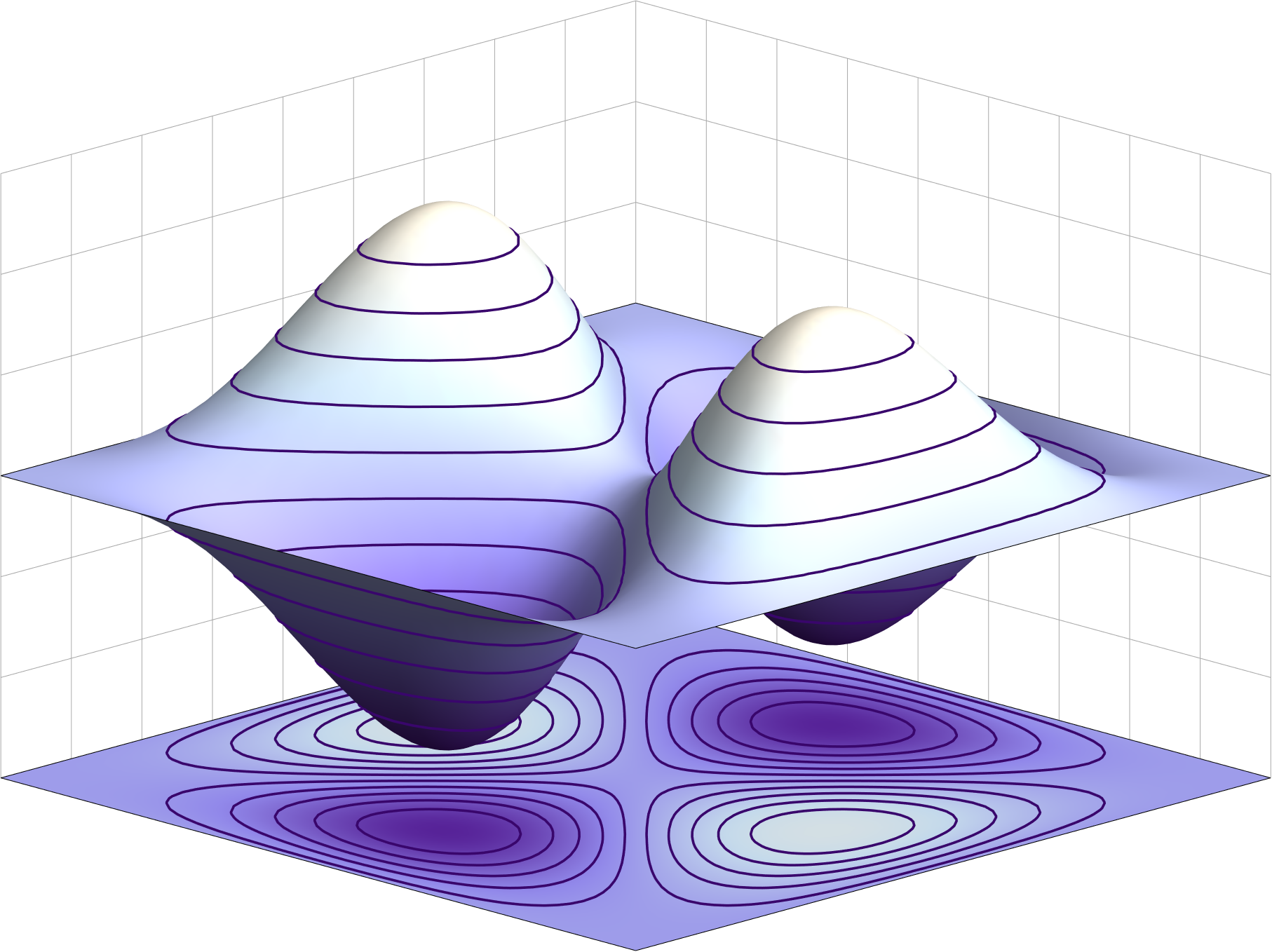
在無限深方形阱裏，兩個全同費米子的反對稱性波函數繪圖。

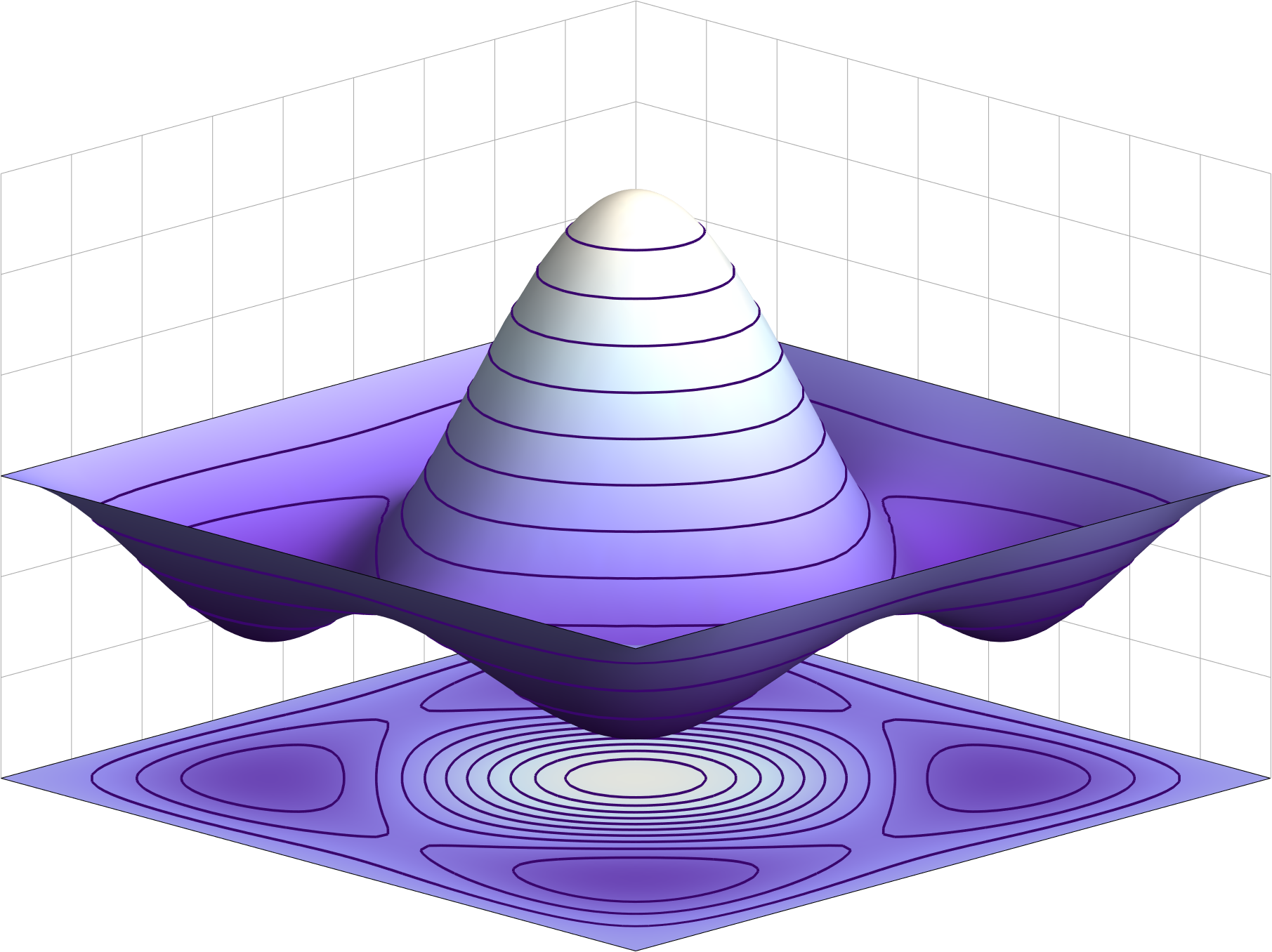
在無限深方形阱裏，兩個全同玻色子的對稱波函數繪圖。

假若兩個可以被區分的粒子分別位於{\displaystyle \mathbf {r} _{a}}、{\displaystyle \mathbf {r} _{b}}，分別處於量子態{\displaystyle \psi _{1}}、{\displaystyle \psi _{2}}，則描述這兩個粒子的總波函数為:203-206{\displaystyle \psi _{1}(\mathbf {r} _{a})}、{\displaystyle \psi _{2}(\mathbf {r} _{b})}的簡單乘積：
{\displaystyle \psi (\mathbf {r} _{a},\mathbf {r} _{b})=\psi _{1}(\mathbf {r} _{a})\psi _{2}(\mathbf {r} _{b})}；
其中，{\displaystyle \psi (\mathbf {r} _{a},\mathbf {r} _{b})}為總波函數，注意到第一個參數是第一個粒子的位置，第二個參數是第二個粒子的位置。
假若將這兩個粒子的位置彼此相互對調，則描述這兩個粒子的總波函数變為
{\displaystyle \psi (\mathbf {r} _{b},\mathbf {r} _{a})=\psi _{1}(\mathbf {r} _{b})\psi _{2}(\mathbf {r} _{a})}。
現在，假設這兩個粒子是全同粒子，不可以區分到底哪個粒子是第一個粒子，哪個粒子是第二個粒子；更詳細地說，做任何實驗都無法分辨出哪個粒子是哪個粒子。對於粒子位置交換，這兩個粒子的概率密度應該具有不變性：:181-188
{\displaystyle |\psi (\mathbf {r} _{a},\mathbf {r} _{b})|^{2}=|\psi (\mathbf {r} _{b},\mathbf {r} _{a})|^{2}}。
但是上述兩種總波函數的形式都不具有這種不變性，只有以下兩種總波函數的形式可以滿足不變性。一種是對稱性總波函數：
{\displaystyle \psi (\mathbf {r} _{a},\mathbf {r} _{b})=[\psi _{1}(\mathbf {r} _{a})\psi _{2}(\mathbf {r} _{b})+\psi _{1}(\mathbf {r} _{b})\psi _{2}(\mathbf {r} _{a})]/{\sqrt {2}}}，
另一種是反對稱性總波函數：
{\displaystyle \psi (\mathbf {r} _{a},\mathbf {r} _{b})=[\psi _{1}(\mathbf {r} _{a})\psi _{2}(\mathbf {r} _{b})-\psi _{1}(\mathbf {r} _{b})\psi _{2}(\mathbf {r} _{a})]/{\sqrt {2}}}。
從反對稱性總波函數的形式可以推論，假設描述兩個全同粒子的總波函数對於粒子交換具有反对称性，並且它們在同時刻處於同樣量子態：
{\displaystyle \psi _{1}=\psi _{2}}，
則它們的機率密度恆等於零，找到它們處於同樣量子態的機率為零，因為總波函數等於零：
{\displaystyle \psi (\mathbf {r} _{a},\mathbf {r} _{b})=0}。
費米子的自旋為半整數；描述兩個全同費米子的總波函數對於粒子交換具有反對稱性。因此，两个费米子在同一个量子系统中永远无法占据同一量子态，這稱為泡利不相容原理。並沒有涉及到任何位勢，並沒有任何作用力施加於它們本體，這純粹是從無法區分全同粒子而產生的一種量子性質，在經典物理學裏，找不到類似性質。
費米子包括像夸克、電子、中微子等等基本粒子，另外，由三個夸克結合形成的亞原子粒子，像質子、中子等等，也都是費米子。它們必须用費米–狄拉克統計來描述它的統計行為。
原子是一種複合粒子，原子到底是費米子還是玻色子，必需依總自旋而定。例如，氦-3的總自旋為1/2，它含有兩個自旋相反的質子、一個任意自旋的中子、兩個自旋相反的電子，所以它是費米子；而氦-4的總自旋為0，它含有兩個自旋相反的質子、兩個自旋相反的中子、兩個自旋相反的電子，所以它是玻色子。:123-125
氦-2擁有兩個束縛電子，描述這兩個電子的基態需要用到四個量子數（{\displaystyle n,\ell ,m_{\ell },m_{s}}），其數值分別為（1,0,0,-1/2）和（1,0,0,+1/2），唯一不同之處為自旋磁量子數{\displaystyle m_{s}}：-1/2和+1/2，分別代表電子在原子軌道中的自旋為上旋和下旋，即每一原子軌道最多只能容納自旋相反的兩個電子。泡利不相容原理主導原子的電子排布問題，從而直接影響到日常物質的各種性質，從大尺度穩定性至原子的化學行為。
玻色子的自旋為整數，總波函數對於粒子交換具有對稱性，不遵守泡利不相容原理。玻色子可以共處於相同的量子態。玻色子包括光子、膠子、促成物質超導性質的庫柏對、W及Z玻色子等等。玻色子必须用玻色-愛因斯坦統計來描述它的統計行為。

## 歷史

### 早期雛論

路易斯提出的立方原子模型。

20世紀早期，學者們漸漸發現，假若原子或分子的束縛電子數量是偶數，而不是奇數，則這原子或分子會更具化學穩定性。1914年，約翰內斯·里德伯建議，主量子數為{\displaystyle n}的電子層最多只能容納{\displaystyle 2n^{2}}個電子，但是他並不清楚為甚麼在這表達式裏會出現因數{\displaystyle 2}。:197
1916年，吉尔伯特·路易斯在論文《原子與分子》（The atom and the Molecule）裏提出「立方原子模型」的假說，他表示，原子傾向於在每個電子層裏維持偶數量的電子，更特別傾向於維持8個電子對稱性地排列於立方體的8個頂點。至於電子怎樣才能固定不動地停留在頂點，他認為，作用於幾個非常鄰近的粒子之間的電場力，不遵守簡單的長距離平方反比定律。他並沒有試圖預測這模型會造成甚麼樣的光譜線。任何模型的預測都必須符合實驗結果，否則無法得到學術界的肯定。:198
化學家歐文·朗繆爾於1919年提議，每個電子層，按照半徑尺寸，從小到大，比例為{\displaystyle 1:2:3:4\dots }；因此，按照面積大小，比例為{\displaystyle 1^{2}:2^{2}:3^{2}:4^{2}\dots }；每個電子層又切分為幾個同樣大小的「電子胞」，第n個電子層切分為{\displaystyle 2n^{2}}個同樣大小的電子胞，每個電子胞都固定於原子的某個區域，除了最內部電子層的電子胞只能容納1個電子以外，其它每個電子胞都可容納2個電子。比較內部的電子層必須先填滿，才可開始填入比較外部的電子層。朗繆爾並沒有對於為什麼每個電子胞只能容納最多2個電子的論述給出說明，雖然他懷疑在這裏面隱藏了一種雙重對稱。:199
1913年，尼爾斯·玻爾提出關於氫原子結構的波爾模型，成功解釋氫原子線譜，他又試圖將這理論應用於其它種原子與分子，但獲得很有限的結果。經過漫長九年的研究，1922年，玻爾才又完成關於週期表內各個元素怎樣排列的論述，並且建立了遞建原理，這原理給出在各個原子裏電子的排佈方法──每個新電子會占據最低能量空位。但是，波爾並沒有解釋為甚麼每個電子層只能容納有限並且呈規律性數量的電子，根據最小能量原理，所有系統都趨向於最低能量態，因此所有束縛於原子的電子應該都被同樣排列在最低能量的電子層。:203

### 反常塞曼效應的困惑

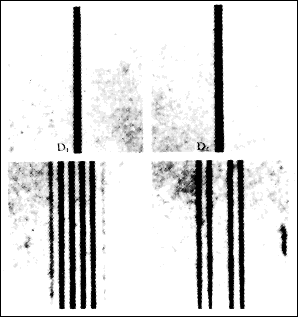
钠D线是因自旋-軌道作用而產生的雙重線，分別是^{2}P_{1/2}态跃迁至^{2}S_{1/2}态、^{2}P_{3/2}态跃迁至^{2}S_{1/2}态，這兩種躍遷方式所产生的谱线。施加弱外磁場而產生的反常塞曼效应會使這雙重線出現更多分裂。

由於弱外磁场作用，^{2}S_{1/2}态會分裂成两个亞態，^{2}P_{1/2}态也會分裂成两个亞態，但由於两个态的朗德g因子不同，因此從^{2}P_{1/2}會形成4条不同谱线；^{2}P_{3/2}态會分裂成四个亞態，但是從^{2}P_{3/2}的+3/2態不能躍遷至^{2}S_{1/2}的-1/2態，從^{2}P_{3/2}的-3/2態不能躍遷至^{2}S_{1/2}的+1/2態，因此從^{2}P_{3/2}總共會形成6条不同谱线。

泡利於1918年進入慕尼黑大學就讀，阿諾·索末菲是他的博士論文指導教授，他們經常探討關於原子結構方面的問題，特別是先前里德伯發現的整數數列{\displaystyle 2,8,18,32\dots }，每個整數是對應的電子層最多能夠容納的電子數量，這數列貌似具有特別意義。1921年，泡利獲得博士學位，在他的博士論文裏，他應用玻爾-索末非模型來研討氫分子離子H2+問題，因此他熟知舊量子論的種種侷限。畢業後，泡利應聘在哥廷根大學成為馬克斯·玻恩的得意助手。後來，玻爾邀請泡利到哥本哈根大學的玻爾研究所工作，專注於研究原子譜光譜學的反常塞曼效應。在這段時期，他時常怏怏不樂，並且漫無目標地徘徊在哥本哈根市區內的大街小巷，因為反常塞曼效應給予他很大的困擾，他無法解釋為什麼會發生反常塞曼效應，這主要是因為經典模型與舊量子論不足，埃爾溫·薛丁格的波動力學與維爾納·海森堡的矩陣力學還要等幾年才會出現。泡利只能夠分析出當外磁場變得非常強勁時的案例，即帕邢-巴克效應，由於強外磁場能夠破壞自旋角動量與軌道角動量之間的耦合，因此問題變得較為簡單。這研究對於日後發現泡利原理具有關鍵性作用。
隔年，泡利任職為漢堡大學物理講師，他開始研究電子層的填滿機制，他認為這問題與多重線結構有關。按照那時由玻爾帶頭的主流觀點，因為原子核具有有限角動量，才會出現雙重線結構。泡利對此很不贊同，1924年，他發表論文指出，因為電子擁有一種量子特性，鹼金屬才會出現雙重線結構（如右圖所示，在無外磁場作用下得到的鈉D線是典型的雙重線結構），這是一種無法用經典力學理論描述的「雙值性」。為此，他提議設置另一個量子數，這量子數的數值只可能是兩個數值中的一個。:8-11

### 發現泡利不相容原理
從光譜線分裂的數據，愛德蒙·斯通納最先給出各個原子的正確電子排佈。他在1924年發表論文提議，將電子層分成幾個電子亞層，按照角量子數{\displaystyle \ell }，每個電子亞層最多可容納{\displaystyle 2(2\ell +1)}個電子。斯通納指出，在處於外磁場的鹼金屬原子裏，角量子數為{\displaystyle \ell }的價電子的能級會分裂成{\displaystyle 2(2\ell +1)}個能級。從這篇論文，泡利找到解釋電子排列的重要線索，泡利敏銳地查覺到，每個填滿的電子亞層都擁有{\displaystyle 2(2\ell +1)}個電子，因為每一個電子都只能占據一個獨特的量子態{\displaystyle (n,\ell ,j,m_{j})}；其中，{\displaystyle j}是電子的總角量子數，{\displaystyle m_{j}}是總磁量子數。給定角量子數{\displaystyle \ell }，則總角量子數{\displaystyle j}的數值可以為{\displaystyle \ell \pm 1/2}。對於每個總角量子數{\displaystyle j}，總磁量子數{\displaystyle m_{j}}可以為{\displaystyle 2j+1}種數值，從{\displaystyle j}，{\displaystyle j-1}，{\displaystyle j-2}﹒﹒﹒到{\displaystyle -j}。總合起來，每個電子亞層可以擁有{\displaystyle 2(2\ell +1)}個電子。1925年，泡利發表論文正式提出泡利原理，以禁令的形式表示如下：
原子裏面絕對不能有兩個或多個的電子處於同樣狀態，這狀態是由在外磁場裏電子表現出的四個量子數{\displaystyle (n,\ell ,j,m_{j})}所設定。假若在原子裏有一個電子對於這四個量子數擁有明確的數值，則這四個量子數所設定的狀態已被占有。
之後不久，撒姆爾·高斯密特與喬治·烏倫貝克表示，電子具有自旋，而這自旋與泡利所提到的第四個量子數的雙值性密切相關。他們假設電子的自旋為{\displaystyle 1/2}，在磁場作用下，沿著磁場方向可以是上旋{\displaystyle +1/2}或下旋{\displaystyle -1/2}，總角量子數{\displaystyle j}是角量子數{\displaystyle \ell }與自旋量子數{\displaystyle s}的代數和或代數差。應用這些概念，可以很容易說明反常塞曼效應。起初，泡利對於這點子持保留態度。後來，盧埃林·湯瑪斯應用狹義相對論正確地計算出雙重線結構。自旋模型因此得到肯定。
在泡利原理被發表的那年，海森堡創建了矩陣力學。隔年，薛丁格發展出波動力學。這兩個創舉標誌了現代量子力學的誕生。後來，海森堡與狄拉克分別提出了全同粒子的概念。在經典力學裏，可以單獨地跟蹤與辨認每一個粒子；在量子力學裏，由於不確定性原理，無法準確的跟蹤任何粒子，又由於在每一種粒子裏，所有粒子都完全相同，無法辨認出哪個粒子是哪個粒子。因此，全同粒子的概念是經典力學與量子力學的一個重要分水嶺。恩里科·費米與保羅·狄拉克分別獨立地推導出遵守泡利不相容原理的多個全同粒子（費米子）的統計行為，稱為費米-狄拉克統計。薩特延德拉·玻色與阿爾伯特·愛因斯坦先前合作給出的玻色-愛因斯坦統計則描述不遵守泡利不相容原理的多個全同粒子（玻色子）的統計行為。海森堡與狄拉克分別應用波動力學於多個粒子系統，泡利不相容原理的機制可以用波函數對於全同粒子交換的對稱性與反對稱性來說明。由於泡利不相容原理能夠適用於所有費米子，狄拉克對於這個延伸給出命名「不相容原理」，指的是在量子系統裏，多個全同費米子不能處於同樣量子態。海森堡應用泡利不相容原理來說明金屬的鐵磁性與其他性質。:148:127-129

### 發現自旋統計定理
泡利的1925年論文並沒有說明為什麼自旋為半整數的費米子遵守泡利不相容原理，而自旋為整數的玻色子不遵守泡利不相容原理。1940年，泡利提出自旋統計定理嘗試解釋這問題，這定理用相對論性量子力學展示出，由自旋為半整數的全同粒子所組成的量子系統，其波函數對於粒子交換具有反對稱性，由自旋為整數的全同粒子所組成的量子系統，其波函數對於粒子交換具有對稱性，泡利不相容原理是這量子行為的自然後果。
但是，實際而言，這定理只展示出了自旋與統計行為之間的關係符合相對論性量子力學，與所有已知物理理論沒有任何矛盾。泡利於1947年承認，他無法對於泡利不相容原理給出一個邏輯解釋，也無法從更基礎理論推導出這原理，儘管他原本期望新創建的量子力學能夠嚴格地推演出泡利不相容原理。:149理查·費曼在著名的費曼物理學講義裏清楚表明，:116
為甚麼帶半整數自旋的粒子是費米子，它們的機率幅是以負號相結合？而帶整數自旋的粒子是玻色子，它們的機率幅是以正號相結合？我們很抱歉不能給你一個簡單的解釋。泡利從量子場論與相對論出發，以複雜的方法推導出一個解釋。他證明了這兩者必須搭配的天衣無縫。我們希望能從更基本的層級複製他的論述，但是尚未獲得成功……這或許意味著我們還未完全瞭解所牽涉到的基本原理。
想要找到這基本原因的物理學者至今仍舊無法得到滿意答案。這基本原因很可能會是非常錯綜複雜，完全不像泡利不相容原理本身那樣的簡單與精緻。

### 應用於廣泛學術領域
保羅·埃倫費斯特於1931年指出，由於泡利不相容原理，在原子內部的束縛電子不會全部掉入最低能量的軌道，它們必須按照順序佔滿能量越來越高的軌道。因此，原子會擁有一定的體積，物質也會那麼大塊。:25,561-5621967年，弗里曼·戴森與安德魯·雷納德給出嚴格證明，他們計算吸引力（電子與核子）與排斥力（電子與電子、核子與核子）之間的平衡，推導出重要結果：假若泡利不相容原理不成立，則普通物質會塌縮，占有非常微小體積。
1964年，夸克的存在被提出之後不久，奧斯卡·格林柏格引入了色荷的概念，試圖解釋三個夸克如何能夠共同組成重子，處於在其它方面完全相同的狀態但卻仍滿足泡利不相容原理。這概念後來證實有用並且成為夸克模型的一部分。1970年代，量子色動力學開始發展，並構成粒子物理學中標準模型的重要成份。:43

## 重要應用
泡利不相容原理可用來解釋很多種不同的物理現象與化學現象，這包括原子的性質，大塊物質的穩定性與性質、中子星或白矮星的穩定性、固態能帶理論裏的費米能級等等。

### 原子的電子層結構與物理、化學性質
泡利不相容原理的重要後果是原子裏錯綜複雜的電子層結構，以及原子與原子之間共用價電子的方式，這後果解釋了各種不同的化學元素與它們的化學組合。電中性的原子含有數量相等的電子與質子。電子是費米子，遵守泡利不相容原理，每一個原子軌道最多只能載有2個電子。當正好有兩個電子處於同一個原子軌道時，這對電子的自旋必定彼此方向相反。
舉例而言，中性氦原子有兩個束縛電子，這兩個電子都能夠佔據最低能量原子軌道（1s），但彼此之間自旋的方向相反，一個是上旋，另一個是下旋。由於自旋是電子量子態的一部分，這兩個電子處於不同的量子態，不會違反泡利不相容原理。中性鋰原子有三個束縛電子，第三個電子不能佔據1s原子軌道，因為1s原子軌道已被填滿，只能改而佔據第二低能量原子軌道（2s）。類似地，越後面元素的束縛電子必須占據越高能量的原子軌道。每一個元素的化學性質與最外層的電子層所擁有電子的數量有關。不同的元素，假若最外層的電子層所擁有電子的數量相同，則所表現出的性質類似，週期表就是依賴這機制來排列元素。:214-218
倚賴泡利不相容原理與遞建原理，就可以解釋週期表內大多數元素的物理與化學性質，但是，遇到關於比較某些原子軌道的能量高低問題，需要使用到洪德規則。較重元素可能會出現不遵守洪德規則的例外。:207

### 物質穩定性
類氫原子系統的穩定性並不倚賴泡利不相容原理，而是倚賴描述原子的量子理論。應用經典電動力學來分析類氫原子穩定性問題，由於庫侖力作用，束縛電子會被原子核吸引，呈螺線運動掉入原子核，同時發射出無窮大能量的輻射，因此可以推論，原子不具有穩定性。但是，在大自然裏這假想現象實際並不會發生。那麼，為什麼氫原子的束縛電子不會掉入原子核？從薛丁格方程式，可以計算出氫原子系統的基態能量大於某有限值，因此不可能發射出無窮大能量的輻射，自然也不會掉入原子核。另外，也可以應用海森堡不確定性原理{\displaystyle \Delta x\Delta p\geq \hbar /2}來啟發性地說明這問題，電子越接近原子核，電子動能越大。但是海森堡不確定性原理不能嚴格給出數學證明，必需使用類似的索博列夫不等式。詳盡細節，請參閱條目氫原子穩定性。
泡利不相容原理使得含有多個電子與核子的大型系統佔有大體積的空間，並且具有穩定性。對於這論題，埃倫費斯特曾經提出疑問，為什麼物質會這麼大塊，儘管它的分子與原子被包裝地那麼緊密？追根究柢，為什麼原子的尺寸會這麼龐大？舉例而言，鉛原子擁有82個質子與82個電子，鉛原子核的吸引力應該很強，是氫原子核的82倍，但是只有少數電子的軌道離原子核很近，按照經典理論，在電子與電子之間的排斥力超過原子核的吸引力以前，應該可以有更多電子集中在原子核附近的軌道。但是，為什麼鉛原子不會這樣塌縮變小？埃倫費斯特猜想，這是因為泡利不相容原理所產生的效應；由於泡利不相容原理，原子的尺寸才會這麼龐大，物質才會這麼大塊。後來，戴森發表論文表明，假若沒有泡利不相容原理，不只單獨原子會塌縮變小，物質也會同樣的塌縮變小；任意兩個大塊物體混合在一起，就會釋出像原子彈爆炸一般的能量。
假設一個原子擁有N>2個電子，由於電子是費米子，這N個電子不能占有同樣量子態，因此不會都塌陷至最低能量的量子態，電子排布不會是(1s)N；假若泡利不相容原理不成立，則所有電子都會塌陷至1s軌道，原子的尺寸會變得很小；除了與原子核的電荷平方成正比的電離能以外，元素與元素之間不會有甚麼顯著差別；元素越重，化學反應越需要更多的能量；元素的性質不會出現週期性；化學與生物學都成為空論，更不會有任何地球生命。:212-213

### 冷恆星穩定性
在天文學裏，白矮星與中子星的存在演示出泡利不相容原理的驚奇效應。在這兩種冷恆星天文物體裏，原子結構被特強勁的引力破壞，但仍舊能夠依靠簡併壓維持平衡。這種奇特形式的物質稱為簡併物質。恆星通常倚靠內部的核聚變來與質量產生的巨大引力維持平衡。白矮星不會進行核聚變，因此必須依靠電子簡併壓來與引力相對抗。在中子星裏，由於受到更強勁的引力，電子與質子融合在一起，形成中子。雖然作用距離較短，中子能夠產生更強勁的簡併壓，因此促使中子星達到穩定狀況，不再進一步塌縮，儘管如此，中子星的尺寸比白矮星小，密度比白矮星高。中子星是已知最剛硬的物體，其楊氏模量（更精確地，體積模量）比鑽石還剛硬20個數量級。但是，甚至這麼剛硬的物體仍舊可以被大質量恆星的引力場或超新星所瓦解，導致黑洞的形成。:286-287
泡利不相容原理維持中子星的穩定。假設中子星的質量因吸引獲得更多物質而增加，則中子星的史瓦西半徑會變大。當中子星的史瓦西半徑大於中子星的物理半徑時，則在中子星的表面，逃逸速度大於光速，這意味著事件視界已囊括了整個中子星，中子星已變為黑洞了。在事件視界內，按照廣義相對論，所有物質會塌縮成一個密度無窮大的奇點，然而按照量子力學的泡利不相容原理，費米子不能佔據同樣的量子態。廣義相對論主要是描述大尺度宇宙，不適用於描述小尺度物體；量子力學描述微觀物體，很可能在強引力狀況下不成立。關於黑洞內部的物理，可能需要研究出新理論來描述，例如量子引力。

### 凝聚態性質
經典自由電子理論描述一群價電子在固態金屬的晶體結構裏的物理行為。按照這理論，原本束縛於金屬原子的價電子自由地移動於固定不動的離子，成為自由電子，假定它們是遵守麦克斯韦-玻尔兹曼分布的自由電子氣體，則可用氣體運動論來研究相關問題。經典自由電子理論可以用來論述维德曼–夫兰兹定理，即金屬的熱導率與電導率之間的比例與溫度有關，也可以推導出歐姆定律的形式；但是，它給出的電導率與溫度之間的關係不符合實驗結果，它預測比熱與溫度無關，而實驗證實在低溫狀況比熱與溫度成正比。由於經典理論使用的是麦克斯韦-玻尔兹曼分布，所以會推導出這些錯誤結果。:133:1355-1356
量子自由電子理論引入量子力學概念來對經典理論加以改善。在金屬內部的價電子被模擬為被包圍在一個三維盒子內部的粒子，雖然能夠自由移動於盒子內部，它永遠不能逃離到盒子外部。由於電子是費米子，遵守泡利不相容原理，每個電子只能佔有一個獨特的量子態，在這裡稱為「軌道」，則電子的量子行為必需用費米–狄拉克統計來描述。通過解析盒中粒子問題的薛丁格方程式，應用泡利不相容原理，可以獲得基態系統的電子數量與費米能之間的關係，每一個能量不高於費米能的軌道都被電子填滿，每一個能量高於費米能的軌道都是空的。這個溫度為絕對零度的系統，假設經過加熱使得溫度增加，則不是所有電子都能夠獲得能量，而是只有能量在費米能級附近的電子能夠獲得能量，這可以從在不同溫度的費米-狄拉克分佈圖觀察得知，這一小部分能夠獲得能量的電子的數量與溫度成正比，所以在低溫狀況比熱與溫度成正比，這機制也可說明金屬的比熱所展現出的相當微小的數值。:133-147一般而言，量子自由電子理論對於比熱、熱導率、電導率、磁化率等等現象都給出了大量論述，但是，它仍舊無法對於某些重要問題給出滿意說明，例如，對於金屬、半金屬、半導體、絕緣體等等物質的辨別，對於霍爾係數的正數值。若要合理解釋這些問題，還需要更先進、更精緻的理論。:163
量子自由電子理論忽略了離子的存在，但是離子對於整個系統的實際影響很大。根據能帶理論，固定於晶格位置的離子會產生週期性位勢，因此標誌性地形成能帶區域與帶隙區域，電子的能量允許在能帶區域內，禁止在帶隙區域內。按照泡利不相容原理，每個電子只能佔有一個軌道，能量較低的軌道先被佔據，能量較高的軌道才能被佔據。絕緣體的價帶已被填滿，而且帶隙寬度很大，需要很大能量來使得電子越過帶隙進入傳導帶成為傳導電子，所以電導率很低。導體的能帶只被填補了一部分，而且價帶與傳導帶之間沒有距離，在價帶的電子可以自由移動，所以具有很高的電導率。量子自由電子理論無法給出帶隙機制，因此每種固體都應該是很好的導體。能帶理論也能對半導體給出合理解釋。:224-229:163-182
應用泡利不相容原理，量子自由電子理論與能帶理論關鍵性地奠定了凝聚態物理學的基礎。凝聚態物質的很多種機械、電磁、光學、化學性質都是泡利不相容原理的直接後果。

### 重子的組成
重子Δ++是由三個上夸克uuu組成，假若Δ++的自旋磁量子數為3/2，則這三個上夸克的自旋都必須指向同樣方向，因此引發了一個嚴峻問題，即這三個上夸克擁有同樣的量子態，但是夸克是費米子，遵守泡利不相容原理，不能擁有同樣的量子態。物理學者格林柏格因此提出，夸克具有色荷性質，夸克的顏色可以呈「紅色」、「綠色」或「藍色」三種中任意一種。這樣，三個上夸克不再擁有同樣的量子態。由於添加了色荷性質，重子的反對稱性波函數{\displaystyle \psi }可以按照空間、自旋、味荷、色荷順序分別表示為四個部分：:181-188
{\displaystyle \psi =\psi _{space}\psi _{spin}\psi _{flavor}\psi _{color}}。
只考慮基態，則由於角量子數為零，空間部分{\displaystyle \psi _{space}}具有對稱性，可以被忽略。另外，所有至今發現的重子都是色單態，具有反對稱性，色波函數{\displaystyle \psi _{color}}為
{\displaystyle \psi _{color}=(rgb-rbg+gbr-grb+brg-bgr)/{\sqrt {6}}}；
其中，{\displaystyle r}、{\displaystyle g}、{\displaystyle b}分別標紀紅波函數、綠波函數、藍波函數。
所以，實際而言, 只需要考慮自旋波函數{\displaystyle \psi _{spin}}與味波函數{\displaystyle \psi _{flavor}}：
{\displaystyle \psi '=\psi _{spin}\psi _{flavor}}。
函數{\displaystyle \psi '}必須具有對稱性。假若{\displaystyle \psi _{spin}}具有對稱性，則{\displaystyle \psi _{flavor}}也具有對稱性；反之亦然。假若{\displaystyle \psi _{spin}}具有反對稱性，則{\displaystyle \psi _{flavor}}也具有反對稱性；反之亦然。
例如，總自旋磁量子數{\displaystyle m_{j}}分別為3/2、1/2的Δ++粒子，其自旋波函數與味波函數為
{\displaystyle m_{j}={\tfrac {3}{2}}:\qquad |\Delta ^{++}:{\tfrac {3}{2}},{\tfrac {3}{2}}\rangle =(uuu)(\uparrow \uparrow \uparrow )=u(\uparrow )u(\uparrow )u(\uparrow )}。
{\displaystyle {\begin{aligned}m_{j}={\tfrac {1}{2}}:\qquad |\Delta ^{++}:{\tfrac {3}{2}},{\tfrac {1}{2}}\rangle &=(uuu)(\uparrow \uparrow \downarrow +\uparrow \downarrow \uparrow +\downarrow \uparrow \uparrow )/{\sqrt {3}}\\&=(u(\uparrow )u(\uparrow )u(\downarrow )+u(\uparrow )u(\downarrow )u(\uparrow )+u(\downarrow )u(\uparrow )u(\uparrow ))/{\sqrt {3}}\\\end{aligned}}} 。

## 参阅
- 錢德拉塞卡極限
- 洪德最大多重度规则
- 全同粒子
- 費米-狄拉克統計
- 馬克士威-玻茲曼統計